# پتارد

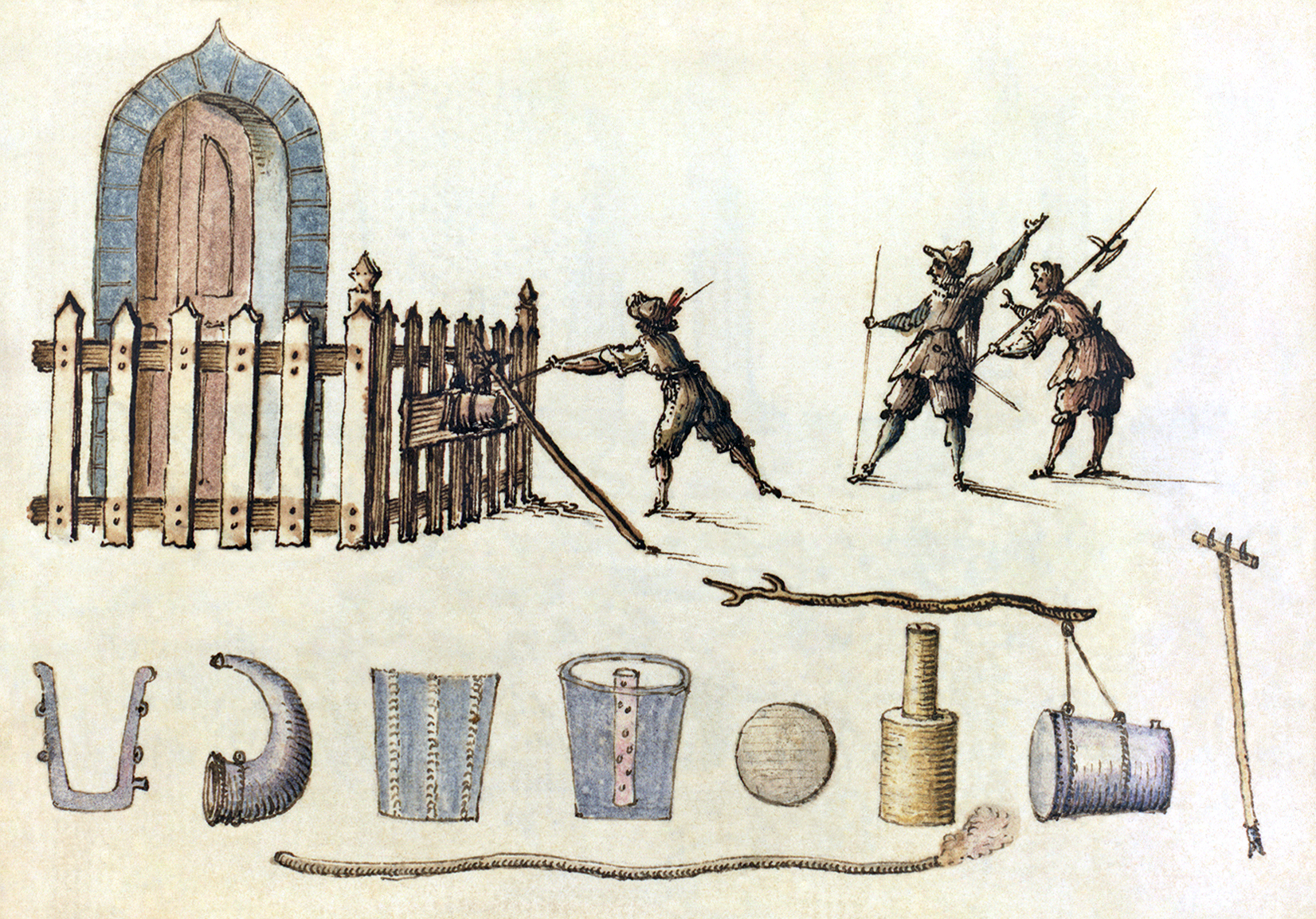
یک بتارد، از یک نسخهٔ خطی طراحی نظامی قرن هفدهمی.

پتارد (انگلیسی: Petard) یک بمب کوچک بود که برای نفوذ به استحکامات استفاده می‌شد. این سلاح دارای اصالتی فرانسوی است و ریشهٔ آن به قرن شانزدهم میلادی برمی‌گردد.